# Ophidiaster agassizii
Ophidiaster agassizii is een zeester uit de familie Ophidiasteridae.
De wetenschappelijke naam van de soort werd in 1881 gepubliceerd door Edmond Perrier.